# Saint-Prix (Ardèche)
Saint-Prix – miejscowość i gmina we Francji, w regionie Owernia-Rodan-Alpy, w departamencie Ardèche.
Według danych na rok 1990 gminę zamieszkiwało 221 osób, a gęstość zaludnienia wynosiła 15 osób/km² (wśród 2880 gmin regionu Rodan-Alpy Saint-Prix plasuje się na 1406. miejscu pod względem liczby ludności, natomiast pod względem powierzchni na miejscu 788.).